# Theridion myersi
Theridion myersi là một loài nhện trong họ Theridiidae.
Loài này thuộc chi Theridion. Theridion myersi được Herbert Walter Levi miêu tả năm 1957.